# Margaretha van Vaudémont
Margaretha van Vaudémont ook bekend als Margaretha van Joinville (1354-1418) was van 1365 tot aan haar dood gravin van Vaudémont en vrouwe van Joinville. Ze behoorde tot het huis Joinville.

## Levensloop
Margaretha was een dochter van graaf Hendrik V van Vaudémont en diens echtgenote Maria, dochter van heer Jan I van Ligny. Omdat haar ouders geen mannelijke nakomelingen hadden, volgde ze in 1365 op elfjarige leeftijd haar vader op als gravin van Vaudémont en vrouwe van Joinville.
In 1367 huwde Margaretha met Jan van Chalon (1340-1373), heer van Montaigu. Het huwelijk bleef kinderloos. Na het overlijden van haar eerste echtgenoot hertrouwde ze in 1374 met graaf Peter van Genève (overleden in 1392). Peters broer Robert werd verkozen tot tegenpaus Clemens VII. In 1392 stierf Peter terwijl hij in militaire dienst van zijn broer was. Ook dit huwelijk bleef kinderloos.
In 1393 huwde ze met haar derde echtgenoot, heer van Rumigny Ferry van Lotharingen (1368-1415). Ze kregen drie kinderen:
- Elisabeth (1397-1456), huwde in 1412 met vorst Filips I van Nassau-Weilburg
- Anton (1400-1458), graaf van Vaudémont en heer van Joinville
- Margaretha, huwde met heer Theobald II van Blamont

Margaretha stierf in 1418. Haar directe nakomelingen uit het huis Vaudémont namen in 1473 het hertogdom Lotharingen over. In 1528 werden hun nakomelingen verdeeld in een Duitse linie, de hertogen van Lotharingen, en een Franse linie, de hertogen van Guise. De laatste linie bemachtigde de heerlijkheid Joinville. De Duitse linie kwam in 1745 op de troon van het Heilige Roomse Rijk terecht door het huwelijk van hertog Frans Stefan van Lotharingen met Maria Theresia van Oostenrijk. Hierdoor was Frans Stephan de stichter van het huis Habsburg-Lotharingen. 